# Jekaterina Sergejewna Awwakumowa
Jekaterina Sergejewna Awwakumowa (russisch Екатерина Сергеевна Аввакумова; englisch Yekaterina Avvakumova; * 26. Oktober 1990 in Weliki Ustjug, Russische SFSR, Sowjetunion) ist eine russische Biathletin, die seit 2017 für Südkorea startet.

## Karriere
Ihr internationales Debüt gab Awwakumowa bei den Sommerbiathlon-Weltmeisterschaften 2015 in Cheile Grădiștei, wo sie als Startläuferin der russischen Mixed-Staffel antrat, die das Rennen gewinnen konnte. Nach diesem Erfolg wurde sie im Sprint und der Verfolgung eingesetzt, wo sie den 19. und den 10. Platz belegte.
Bei der Winter-Universiade 2015 gewann Awwakumova Silber in der Verfolgung. 2016 gewann sie bei den russischen Biathlonmeisterschaften Silber im Massenstart.
Am 5. Januar 2017 wurde bekanntgegeben, dass Awwakumowa die südkoreanische Staatsbürgerschaft erhalten hat und damit zum südkoreanischen Verband wechselt. Danach bekam sie ihren ersten Einsatz im IBU-Cup in Martell, wo sie im Sprint den 37. Platz und in der Verfolgung den 25. Platz belegte. Ihr bisher bestes Ergebnis im IBU-Cup erzielte Awwakumowa in Osrblie, wo sie in der Verfolgung Neunzehnte wurde.
Bei den Biathlon-Weltmeisterschaften 2017 in Hochfilzen wurde Awwakumowa zum ersten Mal im Weltcup eingesetzt. Mit der südkoreanischen Mixed-Staffel belegte sie zum Auftakt den 19. Rang, im Sprint wurde sie 63. und verpasste damit die Verfolgung. Im Einzel wurde sie überraschend Fünfte und lief damit erstmals in die Top 10 und in die Punkteränge. Somit qualifizierte sie sich für den Massenstart.

## Statistiken

### Weltcupplatzierungen
Die Tabelle zeigt alle Platzierungen (je nach Austragungsjahr einschließlich Olympische Spiele und Weltmeisterschaften).
- 1.–3. Platz: Anzahl der Podiumsplatzierungen
- Top 10: Anzahl der Platzierungen unter den ersten zehn (einschließlich Podium)
- Punkteränge: Anzahl der Platzierungen innerhalb der Punkteränge (einschließlich Podium und Top 10)
- Starts: Anzahl gelaufener Rennen in der jeweiligen Disziplin
- Staffel: inklusive Mixed- und Single-Mixed-Staffeln

| Platzierung            | Einzel | Sprint | Verfolgung | Massenstart | Staffel | Gesamt |
| ---------------------- | ------ | ------ | ---------- | ----------- | ------- | ------ |
| 1. Platz               |        |        |            |             |         |        |
| 2. Platz               |        |        |            |             |         |        |
| 3. Platz               |        |        |            |             |         |        |
| Top 10                 | 1      |        |            |             |         | 1      |
| Punkteränge            | 3      | 5      | 3          | 2           | 20      | 33     |
| Starts                 | 7      | 23     | 8          | 2           | 22      | 62     |
| Stand: 10. Januar 2022 |        |        |            |             |         |        |

### Olympische Winterspiele
Ergebnisse bei Olympischen Winterspielen:
|                                             | Einzelwettbewerbe | Einzelwettbewerbe | Einzelwettbewerbe | Einzelwettbewerbe | Staffelwettbewerbe | Staffelwettbewerbe |
| Sprint                                      | Verfolgung        | Einzel            | Massenstart       | Damenstaffel      | Mixedstaffel       |                    |
| ------------------------------------------- | ----------------- | ----------------- | ----------------- | ----------------- | ------------------ | ------------------ |
| Olympische Winterspiele 2018 \| Pyeongchang | 87.               | –                 | 16.               | –                 | 18.                | –                  |
| Olympische Winterspiele 2022 \| Peking      | —                 | —                 | 73.               | —                 | —                  | —                  |